# Ergot (mammifère)
Pour les articles homonymes, voir ergot.

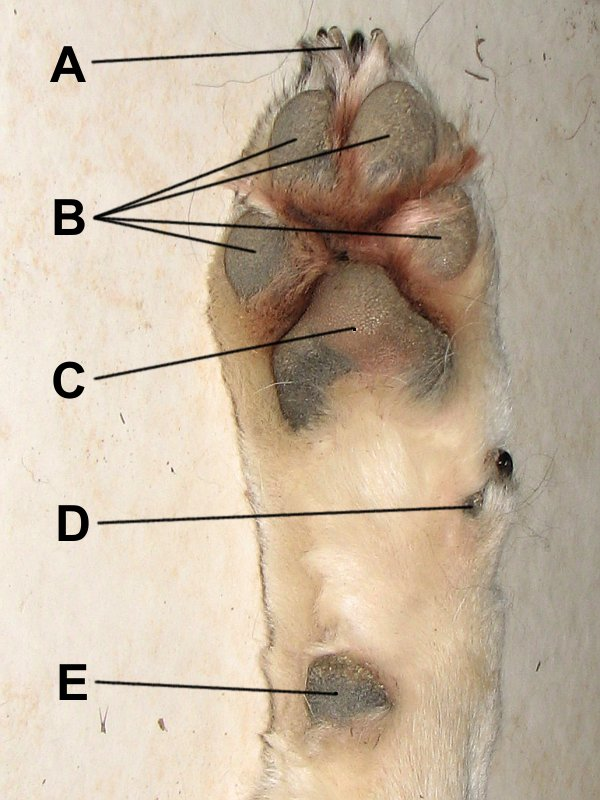
Patte droite d'u chien avec ses griffes (A) et ses coussinets : B/ digités. C/ palmaire. D/ de l'ergot. E/ carpien.

Un ergot est chez les mammifères un doigt non développé ou atrophié, situé en arrière et qui ne repose pas sur le sol. Ce doigt est muni d'un ongle chez le porc, l'ornithorynque, les ruminants, et le chien. Chez le porc, les ruminants, le berger de Beauce et le berger de Brie, cet ongle est doublé.